# Jānis Čakste
Jānis Čakste (n. 14 septembrie 1859, parohia Viesturi⁠(d), Bauska⁠(d), Letonia – d. 14 martie 1927, Riga, Interwar Latvia⁠(d)) a fost primul președinte al Letoniei din 17 decembrie 1918 până în 14 martie 1927.

## Biografie
S-a născut în 14 septembrie 1859 în Lielsesava. Acesta a primit educația primară în Școala Primară Sfânta Anne și a intrat în Academia Petrina din Jelgava unde participa la mai multe idei Neo-Letone. După absolvire, a intrat în Universitatea de drept a Moscovei.